# 洪武正韻
《洪武正韻》是明太祖洪武八年（公元1375年）樂韶鳳、宋濂等11人奉詔編成的一部官方韻书，共16卷。宋濂作的序文中說，《洪武正韻》“壹以中原雅音為正”，即以周德清的《中原音韻》為準則。但從編輯人員的籍貫來看，絕大多數卻是來自浙江、安徽一帶。
《洪武正韻》是在南宋《增修互注禮部韻略》（簡稱《增韻》）的基礎上重編:25。《洪武正韻》刊行四年之後，明太祖又因書中「尚有未協叶者」而要求重修，因此《洪武正韻》有了兩個版本：洪武八年（1375年）的初編七十六韻本，洪武十二年（1379年）的重修八十韻本:2。《正韻》和《增韻》、八十韻本和七十六韻本之間的差異，大概就是以中原雅音校正的記錄:21，因此比較兩者就可以考察明初官話音系之特點。

## 音系

### 聲母
繼承三十六字母，但不分非和敷、知和照、徹和穿、澄和牀、禪和部分牀、泥和娘，因此實際是31聲母，其中保留了全濁聲母。

### 韻母
舒聲二十二韻母，每個韻母都可以配平、上、去三聲調。入聲十韻母，仍保留-p、-t、-k韻尾。
這樣共有22 x 3 + 10 = 76韻：
平聲：東·支·齊·魚·模·皆·灰·真·寒·刪·先·蕭·爻·歌·麻·遮·陽·庚·尤·侵·覃·鹽
上聲：董·紙·薺·語·姥·解·賄·軫·旱·產·銑·篠·巧·習·馬·者·養·梗·有·寢·感·琰
去聲：送·置·霽·禦·暮·泰·隊·震·翰·諫·霰·嘯·效·個·祃·蔗·漾·敬·宥·泌·勘·艷
入聲：屋·質·曷·轄·屑·藥·陌·緝·合·葉

### 聲調
四個聲調，平上去入。

## 影响

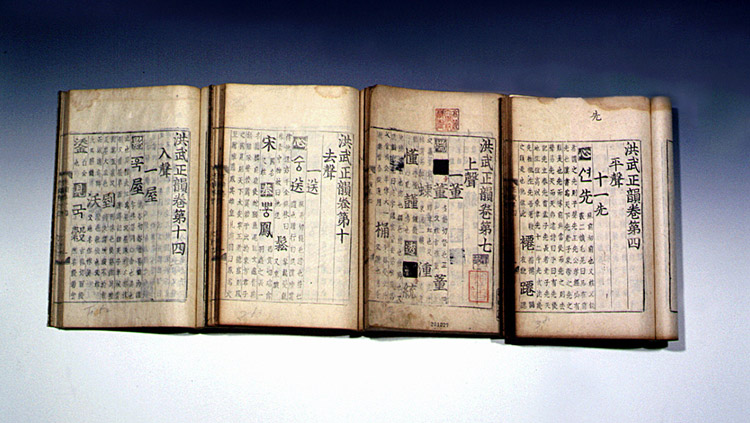
朝鲜时期的《洪武正韻譯訓》（1455年）

1455年，朝鲜将《洪武正韵》进行翻译注解，出版了《洪武正韻譯訓》，高丽大学藏的金属活字《洪武正韻譯訓》卷三至十六是韩国国宝417号。

## 參閲
- 禮部韻略

## 外部連結
- 韻典網 （页面存档备份，存于）